# Cristiandat
Cristiandat (del llatí Christianitas) és un concepte polisèmic que per al·lusió a diferents àmbits es pot definir de diverses maneres:
- El conjunt de pobles cristians, o cristiandat entesa com la comunitat dels creients o Església militant. No s'ha de confondre amb el concepte de comunitat cristiana, també polisèmic. A l'edat mitjana en identificar-se amb la comunitat política, es definia com Res Publica Christiana.
- L'espai geogràfic on es troba difós el cristianisme, accepció que de vegades també s'entén com la comunitat dels països cristians, fent abstracció de la presència de minories religioses no cristianes en aquests països.
- La civilització cristiana o cultura cristiana entesa com a civilització o cultura que supera l'àmbit d'allò religiós (de les pràctiques i creences religioses), per determinar un corpus de creacions artístiques i literàries, una concepció del món (cosmovisió) i un conjunt de costums i usos socials, estudiables a través de l'estètica, la iconografia i les ciències socials; sobretot historiogràficament, antropològicament i sociològicament, però també des del punt de vista de les ciències polítiques i la història de les idees. Juntament amb la cultura clàssica i a altres aportacions (jueves o judeocristianes, islàmiques, seculars)[1] és l'element central de la civilització occidental.[2]

La divisió del cristianisme que començà amb el cristianisme primitiu feu que des de l'Edat mitjana es pogués parlar de dues cristiandats:
- La Cristiandat llatina, corresponent a l'Imperi Romà d'Occident, els regnes germànics i l'Imperi Carolingi, amb centre a Roma, que definí l'Església Catòlica, centralitzada al voltant del papat i del catolicisme. La Reforma Protestant suposà la divisió de la cristiandat llatina entre catolicisme i protestantisme, aquest últim alhora fragmentat en diferents confessions: luteranisme, calvinisme, anglicanisme, etc.[3]
- La Cristiandat oriental, corresponent a l'Imperi Romà d'Orient o Imperi Romà d'Orient, i expandit pels pobles eslaus, que definí l'Església Ortodoxa, policèntrica i plural, conformada en esglésies nacionals que no reconeixen la primacia del bisbe de Roma més que com un d'entre els patriarcats: Constantinoble, Alexandria, Antioquia, Jerusalem, als quals posteriorment s'hi afegiren d'altres: Moscou, Sèrbia, Romania, Bulgària, Geòrgia, etc.

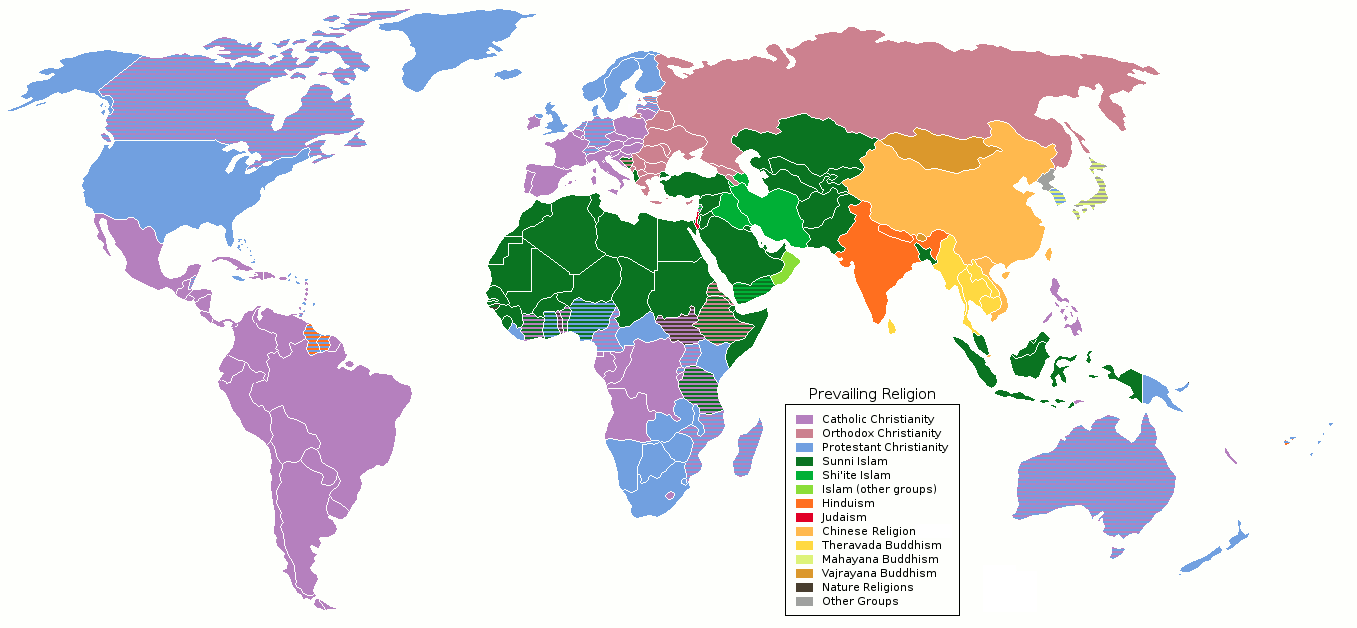
En blau la cristiandat occidental (to més intens: catòlica; to més suau: protestant). En gris la cirstiandat oriental.